# بوستان جنگلی لتمال کن
بوستان جنگلی لتمان کن با مساحتی بیش از۱۰۰ هکتار در ارتفاعات منطقه ۲۲ شهرداری تهران و شمال بزرگراه همت واقع شده‌است.
ارتفاع این بوستان جنگلی ۱۸۰۰ متر از سطح دریا می‌باشد و در طرح تفصیلی تهران جزء کمربند سبز شهر تهران و طرح گلگشت تهران محسوب می‌گردد.
بوستان جنگلی لتمان کن دارای پوشش گیاهی متنوّعی است که شامل درختان زبان گنجشک، بربیس، ارغوان و کاج می‌باشد.
بوستان جنگلی لتمان کن در مسیر وزش بادهای غربی - شرقی تهران واقع شده‌است و سهم به سزایی در تلطیف هوای شهر تهران به خصوص حوزه غرب آن داراست.
این پارک به دلیل امکانات مناسب و دارا بودن مسیرهای پیاده‌روی از مقاصد گردشگری و کوه پیمایی شهروندان تهرانی محسوب می‌گردد.